# Colonia Carrasco Altamirano
Colonia Carrasco Altamirano är en ort i Mexiko.   Den ligger i kommunen Santa Cruz Xoxocotlán och delstaten Oaxaca, i den sydöstra delen av landet, 400 km sydost om huvudstaden Mexico City. Colonia Carrasco Altamirano ligger 1 562 meter över havet och antalet invånare är 137.
Terrängen runt Colonia Carrasco Altamirano är kuperad österut, men västerut är den platt. Runt Colonia Carrasco Altamirano är det tätbefolkat, med 570 invånare per kvadratkilometer. Närmaste större samhälle är Oaxaca de Juárez, 6,4 km nordost om Colonia Carrasco Altamirano. I omgivningarna runt Colonia Carrasco Altamirano växer huvudsakligen savannskog.